# Stefan Mappus

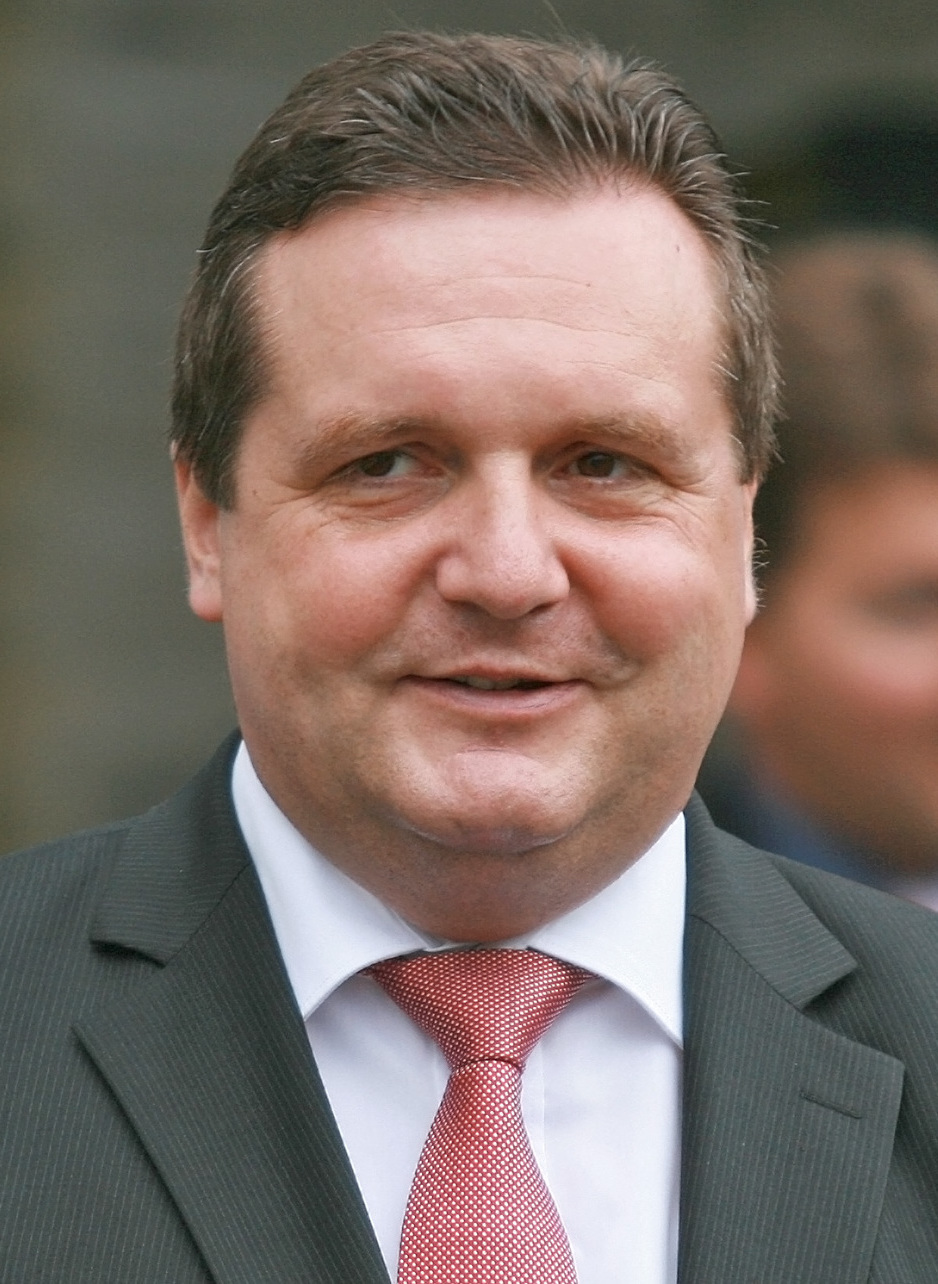
Stefan Mappus, 2010

Stefan Mappus (* 4. April 1966 in Pforzheim) ist ein ehemaliger deutscher Politiker (CDU). Von Februar 2010 bis Mai 2011 war er Ministerpräsident des Landes Baden-Württemberg und von November 2009 bis zu seinem Rücktritt im März 2011 Landesvorsitzender der CDU Baden-Württemberg.

## Leben

### Ausbildung und Beruf
Von 1972 bis 1976 besuchte Mappus die Grundschule in Mühlacker-Enzberg und danach bis zum Abitur 1985 das Theodor-Heuss-Gymnasium Mühlacker. Nach der Ausbildung zum Industriekaufmann bei der Standard Elektrik Lorenz in Pforzheim leistete er ab 1987 seinen Grundwehrdienst beim Raketenartilleriebataillon 122 in Philippsburg.
Von 1988 bis 1993 studierte Mappus Wirtschafts- und Sozialwissenschaften an der Universität Hohenheim und erwarb den Abschluss Diplom-Ökonom. Von 1993 bis 1995 war er dort wissenschaftlicher Mitarbeiter am Lehrstuhl für Politische Wissenschaften. Von 1995 bis 1997 arbeitete er in Teilzeit bei der Siemens AG in Stuttgart im Vertrieb von Telekommunikationsanlagen. Seitdem war er mit einem Rückkehrrecht von Siemens freigestellt.

### Politische Tätigkeit
Mappus trat 1983 in die Junge Union und zwei Jahre später in die CDU ein. Von 1988 bis 1990 war er Kreisvorsitzender der Jungen Union Enzkreis/Pforzheim und von 1989 bis 2002 Mitglied im Landesvorstand der Jungen Union Baden-Württemberg. Von 1994 bis 2010 war er Kreisvorsitzender der CDU Enzkreis/Pforzheim. Von 2005 bis 2009 amtierte er als stellvertretender Landesvorsitzender der CDU Baden-Württemberg, vom 20. November 2009 bis 23. Juli 2011 als deren Landesvorsitzender.
Von 1989 bis 1995 war er Mitglied des Gemeinderates der Stadt Mühlacker und von 1994 bis 1995 Kreisrat im Enzkreis. Seit 1996 war Mappus als Inhaber des Direktmandats des Landtagswahlkreises Pforzheim Mitglied des Landtages von Baden-Württemberg. Bei der Landtagswahl am 25. März 2001 trat die Bundestagsabgeordnete, Landesvorsitzende und Spitzenkandidatin der SPD Baden-Württemberg für das Amt des Ministerpräsidenten Ute Vogt im selben Wahlkreis an. Vogt erreichte im Wahlkreis einen Stimmenzuwachs um 13,5 Prozentpunkte, aber nicht das Direktmandat. Die SPD erhielt bei dieser Wahl landesweit 8,2 Prozentpunkte mehr als bei der Wahl zuvor; Vogt konnte aber aufgrund ihres Wahlkreisergebnisses nicht in den Landtag einziehen. Vogt, die bei der Bundestagswahl 1998 im Bundestagswahlkreis Pforzheim das Direktmandat erlangt hatte, blieb bis zur Bundestagswahl 2005 Mitglied des Bundestags.
Von 1998 bis 2004 war Mappus politischer Staatssekretär im baden-württembergischen Ministerium für Umwelt und Verkehr und von 2004 bis 2005 Umwelt- und Verkehrsminister; 2000 wurde der damalige Staatssekretär von Ministerpräsident Erwin Teufel zum Interregio-Beauftragten ernannt, um die Deutsche Bahn dazu zu bewegen, einen eigenwirtschaftlichen Regionalverkehr als Ersatz für die entfallenden IR-Züge zu schaffen. Er wurde am 21. April 2005 als Nachfolger von Günther Oettinger, der Ministerpräsident des Landes wurde, in einer Kampfabstimmung gegen Peter Hauk zum Vorsitzenden der CDU-Landtagsfraktion gewählt. Nach der Landtagswahl 2006 wurde er mit großer Mehrheit in diesem Amt bestätigt. Von Bundeskanzlerin Merkel wurde Mappus ab Januar 2011 zum Bevollmächtigten der Bundesrepublik Deutschland für kulturelle Angelegenheiten im Rahmen des Vertrags über die deutsch-französische Zusammenarbeit berufen.
Am 24. Oktober 2009 erklärte Mappus seine Bereitschaft, Nachfolger des baden-württembergischen Ministerpräsidenten Oettinger zu werden, der im Zuge der Bildung der neuen schwarz-gelben Regierungskoalition (Kabinett Merkel II) in Berlin als neuer EU-Kommissar nominiert worden war. Zwei Tage später votierten das Landespräsidium und der Landesvorstand der CDU geschlossen für seine Nominierung. Zudem wurde Mappus zum Spitzenkandidaten für die Landtagswahl 2011 bestimmt und am 20. November 2009 zum neuen Landesvorsitzenden der CDU Baden-Württemberg gewählt. Am 10. Februar 2010 wurde er im baden-württembergischen Landtag mit 83 von 137 Stimmen zum Ministerpräsidenten gewählt; die Koalition aus CDU und FDP hatte insgesamt 84 Landtagsabgeordnete.
Bei der Landtagswahl 2011 kam die CDU unter Mappus auf nur 39 Prozent der Stimmen, das bis dato schlechteste CDU-Ergebnis in Baden-Württemberg. Die Grünen und die SPD bildeten erstmals in der Geschichte des Landes die Regierung, Winfried Kretschmann löste Mappus als Ministerpräsident ab. Mappus trat am Tag nach der Landtagswahl als CDU-Landesvorsitzender zurück. Ende August 2011 legte er sein Landtagsmandat nieder; die Zweitkandidatin Marianne Engeser rückte nach.

### Weiteres Berufsleben
Vom 1. September bis Ende 2011 war Mappus beim Pharma- und Chemiekonzern Merck beschäftigt und sollte dort die Geschäfte mit Brasilien leiten. Während nach seinem Abgang zunächst behauptet wurde, er sei freiwillig ausgestiegen, wurde später bekannt, dass er auf Verlangen von Merck gehen musste. Nach einer Zeit ab November 2012 als Berater des Vorstands beim IT-Beratungsunternehmen pmOne war er dort von März 2015 bis März 2023 als Vorstand tätig. Seit April 2024 ist er Geschäftsführer der EUTOP Group.

### Privates
Mappus ist evangelisch und stammt aus einer Schuhmacherfamilie in Mühlacker-Enzberg. Er ist seit 2001 mit der in Kleve geborenen ehemaligen Landesgeschäftsführerin der CDU Baden-Württemberg, Susanne Verweyen-Mappus, verheiratet. Sie haben zwei Söhne und wohnen in Pforzheim. Stefan Mappus besitzt wie sein Vorbild Franz Josef Strauß eine Privatpilotenlizenz.

## Politische Positionen und Kontroversen

### Kontroverse um „Neofaschismus“-Ausstellung
Als Staatssekretär kritisierte Mappus 2003 die im Pforzheimer Kulturhaus Osterfeld geplante Ausstellung Neofaschismus in der Bundesrepublik Deutschland in einem offenen Brief scharf und drohte, die Mittel für das öffentlich getragene Kulturhaus zu kürzen, was dessen Ende bedeutet hätte. Mappus begründete dies mit der in der Ausstellung behaupteten Nähe einiger CDU-naher Personen zum Neofaschismus, so z. B. den umstrittenen Historiker und Konrad-Adenauer-Preisträger Ernst Nolte, oder die Tätigkeit Hans Filbingers als Marinerichter in der Zeit des Nationalsozialismus. Aufgrund des Drucks wurde die Ausstellung zunächst abgesagt. Mappus’ Vorgehen wurde von Opposition und Medien als politische Einflussnahme und „Machtmissbrauch“ kritisiert.

### Rechtsstreit mit Thomas Knapp
Im Zuge der umstrittenen Trauerrede, die der damalige baden-württembergische Ministerpräsident Günther Oettinger 2007 anlässlich des Todes von Hans Filbinger hielt, machte der SPD-Landtagsabgeordnete Thomas Knapp auf einem Kreisparteitag auch Mappus schwere Vorwürfe, wonach dieser unter anderem „am rechten Rand fische“. Knapp lehnte eine Unterlassungserklärung ab; Mappus stellte einen Antrag auf einstweilige Verfügung; dieser wurde vom Landgericht Karlsruhe am 31. Mai 2007 abgelehnt.

### Einstellung zu Homosexualität
Mappus hat in der Vergangenheit den Christopher Street Day (CSD) Stuttgart als „abstoßend“ bezeichnet. 2005 äußerte er, 90 Prozent der Fraktion hätten mit ihm zusammen ein Problem „mit dem frivolen, karnevalesken Zurschaustellen von sexuellen Neigungen, wie es bei dieser Veranstaltung geschieht.“ Er kritisierte den damaligen Sozialminister Andreas Renner, der 2005 die Schirmherrschaft über den CSD übernommen hatte. Entsprechend steuerte die von ihm geführte Landesregierung 2010 kein Grußwort zur Veranstaltung bei. Mappus’ Weigerung, ein Grußwort zu verfassen, wurde von seinen politischen Gegnern teils als „beschämend“ und als „Signal der Intoleranz“ heftig kritisiert.
Als im Sommer 2009 die damalige Bundesjustizministerin Brigitte Zypries (SPD) ein Adoptionsrecht für gleichgeschlechtliche Paare forderte, kritisierte Mappus dies damit, dass Kinder seiner Ansicht nach denkbar ungeeignet für „Experimente“ im Bereich der gleichgeschlechtlichen Lebenspartnerschaften seien. Er sprach sich auch dagegen aus, Lebenspartnerschaften in den Trauzimmern der Standesämter zu schließen.

### Steuerbetrugsdaten
Im Februar 2010 entschied Mappus in seiner Funktion als Ministerpräsident und auf Drängen der FDP, dass die angebotenen Daten zu Steuerhinterziehungen weder vom Land Baden-Württemberg gekauft noch an das Bundeszentralamt für Steuern weitergeleitet würden. Er musste dafür sowohl aus den eigenen Reihen als auch von der Opposition heftige Kritik einstecken.

### Eisenbahn-Großprojekt Stuttgart 21
Mappus befürwortete das Projekt Stuttgart 21. Als es am 30. September 2010, dem sogenannten „Schwarzen Donnerstag“, bei einer Großdemonstration gegen das Projekt zu mehreren Schwerverletzten und zu mehr als 100 durch Pfefferspray und Schlagstöcke von Polizisten verletzten Demonstranten kam, darunter auch zehn Kinder und Jugendliche, wurde Mappus die politische Verantwortung an der Polizeigewalt gegeben. Das Verwaltungsgericht Stuttgart urteilte im November 2015, dass der Polizeieinsatz rechtswidrig war, der Polizeipräsident wurde im März 2015 wegen fahrlässiger Körperverletzung im Amt verurteilt. Das Land Baden-Württemberg leistete allein an Dietrich Wagner Entschädigungszahlungen in Höhe von 120.000 Euro.
Hinweise, dass sich die Stuttgarter Polizei vor allem auf Druck von Mappus zu dem überharten Einsatz genötigt sah, konnten im Untersuchungsausschuss des Landtags nicht bewiesen werden. Mappus war am Tag vor dem Polizeieinsatz über die Einsatzpläne informiert worden und hatte sie genehmigt. Laut Aussage des Landespolizeipräsidenten Hammann vor dem Untersuchungsausschuss wurde der Polizeieinsatz wegen der für den 7. Oktober geplanten Regierungserklärung von Mappus durchgeführt. Im August 2013 erklärte ein Sprecher der Gewerkschaft der Polizei, Mappus habe „Öl ins Feuer gegossen“ und den Polizeieinsatz zum frühstmöglichen Zeitpunkt am 30. September 2010 durchgesetzt. Allein durch seine Präsenz bei einer Einsatzbesprechung der Stuttgarter Polizeiführung habe er Einfluss ausgeübt.
Anfang März 2011 warf Mappus dem Stuttgarter OB Wolfgang Schuster (CDU) eine „verfehlte Informationspolitik“ bezüglich Stuttgart 21 vor. Er erklärte in diesem Zusammenhang, dass er als CDU-Landesvorsitzender die Suche nach einem anderen Kandidaten zur Chefsache machen und Schuster bei der OB-Wahl Ende 2012 altersbedingt nicht mehr antreten werde. Nachdem Mappus sowohl von der Opposition als auch aus Reihen der CDU für diese Einmischung in die regionale Autonomie stark und einhellig kritisiert worden war, entschuldigte er sich bei Schuster und der Stuttgarter CDU.
Im Dezember 2013 setzten Grüne, SPD und FDP im Landtag einen zweiten Untersuchungsausschuss durch.

### Positionierung der Union
Ende 2007 verfasste Mappus gemeinsam mit Markus Söder, Philipp Mißfelder, Hendrik Wüst, David McAllister und Christian Baldauf ein Positionspapier mit dem Titel Moderner bürgerlicher Konservatismus – Warum die Union wieder mehr an ihre Wurzeln denken muss, das zur Gründung der Einsteinconnection führte. Im Gegensatz zu der liberalen und der sozialen Wurzel der Unionsparteien sahen sie die dritte, die bürgerlich-konservative, nicht gleichwertig gewichtet und zu sehr „in den Hintergrund getreten, weil die Große Koalition zu vielen Kompromissen zwingt. Eine sichtbare Akzentuierung auch ihrer bürgerlich-konservativen Wurzel ist aber für die Mehrheitsfähigkeit der Union von zentraler Bedeutung.“ McAllister und Baldauf distanzierten sich später von dem Positionspapier. Im Februar 2010 riet Mappus in einem Interview mit der Frankfurter Allgemeinen Sonntagszeitung der Union davon ab, traditionelle Wähler vor den Kopf zu stoßen. Er erklärte, die These, „die Kirchgänger und Vertriebenen brauche man nicht mehr“, sei falsch. Er betonte in diesem Zusammenhang, dass für ihn die Devise gelte: „zunächst die Stamm-, dann die Laufkundschaft“. Aus seiner Sicht habe die Union durch eine „modernere“ Politik in der Mitte kaum Wähler hinzugewonnen; „dafür ist uns auf der anderen Seite jede Menge weggebrochen“. Mappus hatte zuvor die Bedeutung der Volksparteien betont und dabei definiert: „Eine Volkspartei, die auf Dauer nicht 40 Prozent holt, ist keine Volkspartei mehr“.

### Restlaufzeiten von Atomkraftwerken
Im Juli 2010 erklärte Mappus, der schnellstmögliche Verzicht auf Kohle- und Gasenergie sei wichtiger als der Ausstieg aus der Atomenergie. Zugleich forderte er eine Verlängerung von AKW-Laufzeiten um 15 oder mehr Jahre. Als Bundesumweltminister Norbert Röttgen kurz darauf für moderatere Verlängerungen der Laufzeiten älterer AKW eintrat, forderte Mappus sogar dessen Rücktritt. Im Herbst 2010 beschloss die schwarz-gelbe Bundesregierung (Kabinett Merkel II) eine erhebliche Laufzeitverlängerung deutscher Kernkraftwerke.
Unmittelbar nach der Reaktorkatastrophe in Fukushima (Japan) traf sich Kanzlerin Merkel am 12. März 2011 mit den Ministerpräsidenten der fünf Bundesländer mit Atomkraftwerken (Bayern, Baden-Württemberg, Hessen, Niedersachsen und Schleswig-Holstein). Zwei Tage später verkündete Merkel das Atom-Moratorium. Einen weiteren Tag später sagte Mappus im baden-württembergischen Landtag, das Kernkraftwerk Neckarwestheim I werde „dauerhaft abgeschaltet und stillgelegt“. Dies habe ihm EnBW-Chef Hans-Peter Villis mitgeteilt, der diesen Schritt mit den „aktuellen Anforderungen“ des Stuttgarter Umweltministeriums in Bezug auf Sicherheitsnachrüstungen begründe.

### EnBW-Übernahme
Anfang Dezember 2010 kündigte Mappus an, das Land Baden-Württemberg wolle für 4,67 Milliarden Euro den von Électricité de France (EDF) gehaltenen Aktienanteil von 45,01 % an der EnBW kaufen. Die Übernahme des Aktienpakets wurde von der Morgan Stanley Bank AG, der deutschen Tochter der Investmentbank Morgan Stanley, begleitet. Deren Vorstandschef (seit Februar 2009) Dirk Notheis war bis Juli 2011 Mitglied des CDU-Landesvorstandes von Baden-Württemberg. Besonders in Frankreich war man verwundert darüber, dass der EDF-Chef Henri Proglio beim Verkauf der gesamten EnBW-Anteile keine offizielle Beraterbank eingesetzt hatte. Eine Erklärung wurde darin gesehen, dass Proglios Zwillingsbruder René schließlich seit 2009 Chef von Morgan Stanley Frankreich ist. Diese Bank hatte 2004 bereits die Privatisierung und den Börsengang der EDF betreut. Diesen Umstand und das „besondere Vertrauen der Verkäuferseite“ in diese Bank nannte Mappus als Grund, Morgan Stanley Deutschland beauftragt zu haben. Im Februar 2012 wurde durch einen Bericht der baden-württembergischen Landesregierung bekannt, dass auch die EDF Morgan Stanley als Beraterbank beauftragt hatte und die Investmentbank so teilweise gleichsam mit sich selbst verhandelt habe. Aus der Korrespondenz ergebe sich, dass auf französischer Seite der Chef von Morgan Stanley France, René Proglio (der Zwillingsbruder des CEO der EDF, Henri Proglio) involviert war. So fand bereits am 10. November 2010 in Paris ein gemeinsames Gespräch zwischen Mappus, Notheis und den Proglio-Zwillingen statt. Aus den Unterlagen, die Morgan Stanley dem Untersuchungsausschuss im Juni 2012 zur Verfügung stellte, geht hervor, dass René Proglio eine zentrale Rolle gespielt hat.
Laut Staatsministerium Baden-Württemberg erfolgte die Vergabe an Morgan Stanley ohne Ausschreibung.
Kritiker warfen Mappus Machtmissbrauch und mangelnde Transparenz vor. Der Übernahmepreis sei mit einem Aufschlag von 18 Prozent auf den damals aktuellen Börsenwert zu hoch gewesen. Laut Stuttgarter Nachrichten soll Notheis gesagt haben: „Der EnBW-Deal ist ein Bombengeschäft für das Land Baden-Württemberg – es sei denn, es geht irgendwo noch ein Atomkraftwerk in die Luft.“ Laut Stuttgarter Zeitung hat Notheis dies später scharf dementiert: Nie habe er dergleichen gesagt, „ein solcher Zynismus ist mir absolut fremd“.
Das an Morgan Stanley gezahlte Honorar wurde von der damaligen Landesregierung Baden-Württemberg geheim gehalten. Der Betrag soll „weit“ unter den branchenüblichen 0,8 % der Transaktionssumme liegen (d. h. weit unter 37 Millionen Euro; Mitte 2012 wurde bekannt, dass 12,8 Mio. Euro plus MwSt. in Rechnung gestellt wurden).
Die Zustimmung des Landtags für eine Kapitalgarantie des Landes in Höhe von 5,9 Milliarden Euro wurde erst nachträglich – nach Unterzeichnung der Verträge – eingeholt. Mappus begründete dieses Vorgehen mit dem Eintreten eines „(…) unvorhergesehenen und unabweisbaren Bedürfnisses (…)“ laut Artikel 81 der Landesverfassung. Den laut Landesverfassung für das Notbewilligungsrecht zuständigen Finanzminister Willi Stächele weihte Mappus erst wenige Stunden vor der Vertragsunterzeichnung ein. Trotz der Vorwürfe reagierte die Staatsanwaltschaft Stuttgart auf die eingegangenen Anzeigen nicht mit einem Ermittlungsverfahren – jedenfalls nicht vor der Landtagswahl im März 2011.
Kritisiert wurde auch, der Kauf könne ein großes Verlustgeschäft werden, was er dann auch tatsächlich wurde. Der Kauf der Anteile für 4,67 Milliarden Euro plus weiterer Kosten barg erhebliche Risiken, zum Beispiel wegen der Unsicherheit über mögliche Restlaufzeiten von Atomkraftwerken in Deutschland, insbesondere des Kernkraftwerks Neckarwestheim (gehört der EnBW). Das Szenario trat nach der Nuklearkatastrophe von Fukushima im März 2011 und dem kurz darauf eingeleiteten Atomausstieg in Deutschland tatsächlich ein.
Der Finanzausschuss des Landtages bezifferte 2010 die Kosten für die Übernahme von EnBW durch das Land Baden-Württemberg (einschließlich Garantien und Genehmigungen) auf 5,9 Milliarden Euro. Kleinanleger – sie hielten zu dieser Zeit etwa 10 Prozent der Aktien an EnBW – zeigten großes Interesse an einem Pflichtangebot des Landes Baden-Württemberg an die übrigen Aktionäre in Höhe von 41,50 Euro je Aktie, weil die Aktien bis auf einen einzigen Tag (28. Dezember 2010, Schlusskurs = 41,154 Euro) nie über 40 Euro notierten.
Am 6. Oktober 2011 verkündete der Staatsgerichtshof für das Land Baden-Württemberg sein Urteil zum EnBW-Kauf. Darin hieß es, der damalige Finanzminister Stächele habe mit seiner Unterschrift unter die Notbewilligung zum Ankauf der EnBW-Aktien ohne die Beteiligung des Parlamentes gegen die Verfassung des Landes Baden-Württemberg verstoßen. Stächele trat am 12. Oktober 2011 als Landtagspräsident zurück.
Im April 2012 gab der Rechtsanwalt Martin Schockenhoff, dessen Kanzlei Gleiss Lutz bei dem fraglichen Geschäft beratend tätig war, vor dem Untersuchungsausschuss zu Protokoll, Mappus sei dazu bereit gewesen, verfassungsrechtliche Bedenken in Kauf zu nehmen, für den Fall, dass dadurch ein Verkauf an Dritte weniger wahrscheinlich würde. Damit widersprach er Mappus’ Darstellung.
Nachdem die Staatsanwaltschaft Stuttgart am 8. Februar 2012 zunächst mitteilte, sie werde gegen Mappus und Stächele keine Ermittlungen wegen des Verdachts der Untreue einleiten, ermittelte sie ab Juli 2012 dann doch gegen Mappus, da sich aus einem Gutachten des Rechnungshofs Rheinland-Pfalz „zureichende tatsächliche Anhaltspunkte“ für einen Tatverdacht ergeben hätten. Mappus wurde vorgeworfen, für die EnBW-Aktien mindestens 840 Millionen Euro zu viel gezahlt zu haben. Dies geht aus einem weiteren Gutachten hervor, das von der grün-roten Landesregierung in Auftrag gegeben und von der Wirtschaftsprüfungsgesellschaft Warth & Klein Grant Thornton erstellt wurde. Am 11. Juli 2012 wurden die Wohnung von Stefan Mappus sowie weitere Objekte in acht Orten von der Polizei durchsucht.
Am 23. August 2012 wurde bekannt, dass sämtliche Daten auf dem Dienstcomputer des ehemaligen Ministerpräsidenten vernichtet worden waren. Dabei sei auf Veranlassung von Mappus nach der Niederlage der CDU bei der Landtagswahl, aber vor dem Einzug seines Nachfolgers Kretschmann in die Regierungsvilla Reitzenstein in Stuttgart die Festplatte entfernt und physisch zerstört worden. Mappus hatte den Rechtsanwalt Stephan Holthoff-Pförtner mit seiner Verteidigung beauftragt.
Mappus scheiterte im November 2012 mit seiner Klage beim Oberlandesgericht Stuttgart gegen die Aushändigung von Unterlagen, die die Staatsanwaltschaft bei ihm beschlagnahmt hatte, an den EnBW-Untersuchungsausschuss des Landtags. Dabei handele es sich um Sicherungskopien, die im Herbst 2010 nur zur Fehlerbehebung am Computer gemacht worden seien. Die Mails seien privater Natur, erklärten die Anwälte der Staatsanwaltschaft Stuttgart. Die Klage des Ex-Ministerpräsidenten gegen die Herausgabe einer Kopie der vollständigen Ermittlungsakten sei laut Oberlandesgericht unbegründet. Ende November 2012 teilte die Staatsanwaltschaft mit, dass die Ermittlungen noch monatelang dauern würden.
Am 21. November 2013 veröffentlichte die Staatsanwaltschaft Stuttgart das Ergebnis eines Gutachtens, das prüfen sollte, ob der Kaufpreis für das Aktienpaket angemessen war. Der Finanzwissenschaftler Wolfgang Ballwieser kommt in dem Gutachten zu dem Ergebnis, die damalige Landesregierung habe 780 Millionen Euro (bzw. 20 Prozent) zu viel bezahlt – statt 34,58 Euro pro Aktie 41,50 Euro.
Im Januar 2014 wurde bekannt, dass nach bislang unbekannten Vernehmungsprotokollen die EDF entgegen den Behauptungen von Mappus gar nicht verkaufen wollte, und dass auch kein weiterer ernsthafter Interessent vorhanden gewesen sei.
Nach einem Bericht der SWR Landesschau aktuell Baden-Württemberg im April 2014 ließ das baden-württembergische Finanzministerium die Verjährungsfrist einer Klage gegen Mappus auf Schadenersatz wegen des EnBW-Deals Ende März „bewusst verstreichen“. Offizieller Grund für den Verzicht sei das Schiedsgerichtsverfahren gegen EDF.
Am 27. Oktober 2014 wurde bekannt, dass Mappus von seinen ehemaligen Rechtsberatern Schadenersatz verlangte, weil der Kauf von EnBW ohne die Einbeziehung des Landtags als verfassungswidrig eingestuft worden war. Diese betonten aber, sie hätten davor gewarnt. Der Streitwert betrug 500.000 Euro. Am 24. Februar 2015 wurde die Schadenersatzklage vom Landgericht Stuttgart abgewiesen, da nicht Mappus, sondern das Land Vertragspartner der Anwälte gewesen sei. Das OLG Stuttgart und der BGH bestätigten das Urteil des Landgerichtes Stuttgart.
Das ICC-Schiedsgericht urteilte im Mai 2016, dass das Land Baden-Württemberg kein Recht auf die Rückzahlung eines Teils des Kaufpreises hat. Der damalige Finanzminister Nils Schmid (SPD, Kabinett Kretschmann I) hatte beim ICC eine Rückzahlung von über 800 Millionen Euro aus dem nach Auffassung der Regierung überteuerten Kaufpreis verlangt.